# Musée hongrois de l'agriculture
Le Musée hongrois de l'agriculture (hongrois : Magyar Mezőgazdasági Múzeum) est un musée situé dans le Château de Vajdahunyad à Budapest. Sa collection a pour vocation de présenter l'histoire de l'agriculture hongroise.

## Historique du musée
Le musée a été fondé en 1896.